# توتالیتاریسم دینی
توتالیتاریسم دینی نوعی از تمامیت‌خواهی است که منبع و منشأ مشروعیت حکومت تمامیت‌خواه، از تعاریف معنوی و آسمانی است.

## تفاوت توتالیتاریسم دینی با توتالیتاریسم کلاسیک
تفاوت اصلی توتالیتاریسم دینی با کلاسیک در میزان و منشأ مشروعیت این دو نظام است. مشروعیت نظام توتالیتاریسم کلاسیک منشأ مشروعیت زمینی است اما در توتالیتاریسم دینی این منشأ معنوی و فرازمینی است.
مورد دیگر در توتالیتاریسم کلاسیک یک حزب و ساختار مستحکم وجود دارد اما در توتالیتاریسم دینی یک قشر خاص تسلط خود بر حکومت را گسترش و توسعه می‌دهند. در این نظام اقتصاد دولتی و رانتی است. اقتصاد کشور با این نظام بر خلاف کشورهای صنعتی بر پایه صنعت و تولید نیست، به همین دلیل کشور با اقتصادی شکننده مواجه می‌شود که وضعیت مردم روز به روز بدتر شده و اختلاف طبقاتی بیشتر می‌شود.